# 球形腹袋吸虫
球形腹袋吸虫（学名：Gastrothylax globoformis）为腹袋科腹袋属的动物。在中国大陆，分布于福建、江西等地，营寄生生活，宿主水牛以及寄生于瘤胃。